# Мангров-Ки
Мангров-Ки (англ. Mangrove Cay) — один из районов Багам, на острове Андрос. На карте район Мангров-Ки обозначен номером 18.

## География
Мангров-Ки (в переводе с английского — «мангровый островок») находится в центральной южной части острова Андрос, отделён от Северного Андроса проливами Северный и Средний Байт (Bight). Его часто называют островом в острове. Его живописное восточное побережье, изобилующее голубыми бухточками, защищено частью барьерного рифа Большого Андроса.

## Население
На Мангров-Ки имеется ряд населённых пунктов с «говорящими» названиями: Литл-Харбор (Little Harbour — «маленькая гавань») (или Мокси-Таун (Moxey Town)), Бёрнт-Рок (Burnt Rock — «сожжённая скала»), Пиндерс (Pinders) (самый крупный населённый пункт), Свэйнз (Swains), Дорсетт (Dorsette), Пикс (Peaks — «пики»), Грантс (Grants), Орандж-Хилл (Orange Hill — «оранжевый холм»), Виктория-Пойнт (Victoria Point), Лисбон-Крик (Lisbon Creek — «Лиссабонский ручей»).

## Административное деление

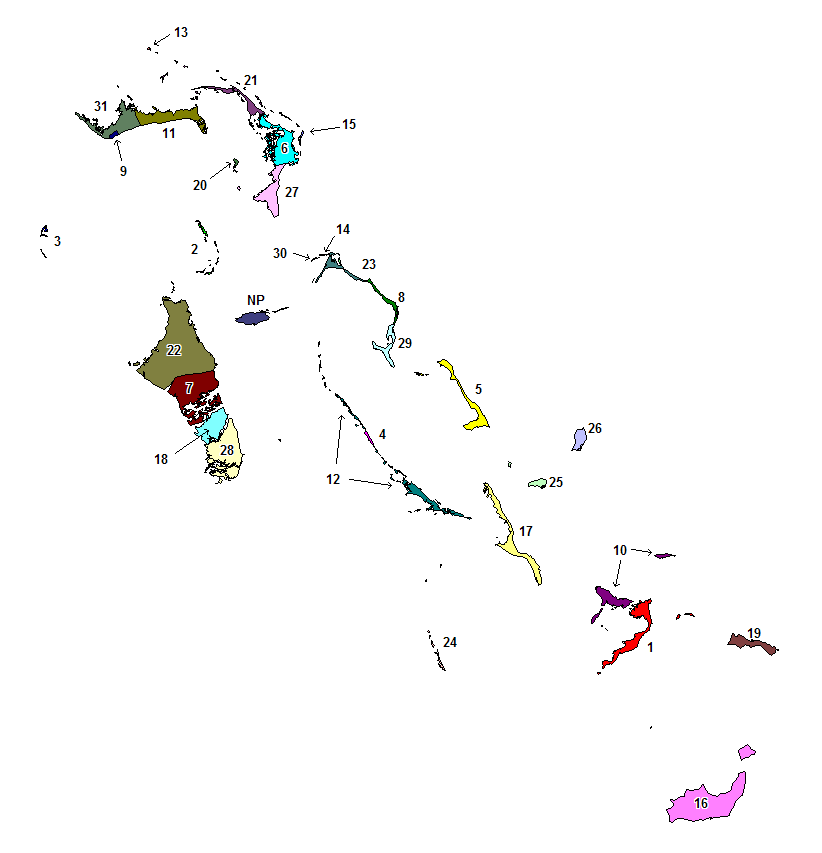
Карта районов Багамских островов

Мангров-Ки — один из 32 районов Багамских островов. На карте он обозначен номером 18. Административный центр Района — населённый пункт Мангров-Ки (англ. Mangrove Cay).

## Транспорт
Благодаря авиарейсам, выполняемым два раза в день авиакомпанией Western Air из Нассау, а также рейсам водного такси два раза в день Мангров-Ки становится доступным для туристов. Через одну из гостиниц Мангров-Ки также можно заранее заказать доставку по морю яхтой с Северного Андроса.

## Достопримечательности
Мангров-Ки — одно из редких мест, где до сих пор сохраняется образ жизни, характерный для Багам полвека назад. Еда, приготовленная в сложенной из камней печи под открытым небом, и методика выращивания растений в ямах — вот лишь некоторые особенности, выделяющие Мангров-Ки среди других поселений на далёких островах. Здесь развит экологический туризм: подводное плавание с аквалангом, ныряние в маске с трубкой и ластах, километры отборных пляжей, походы на байдарках, катание на велосипеде, пешие походы на природе и рыбалка мирового уровня. Мангров-Ки располагает не менее полдюжины гостевых домиков, небольших гостиниц и пансионатов для рыбаков.